# Waddenwandelen
WaddenWandelen, Wandelroutes over zes Waddeneilanden (SP 4) is een Streekpad dat bestaat uit een collectie wandelpaden op de Nederlandse Waddeneilanden en het Duitse waddeneiland Borkum. Dit Streekpad is gemarkeerd met geel-rode tekens.
In (circa) 2013 was er ook een wandelroutenetwerk met de naam "WaddenWandelen". Dit was een knooppuntennetwerk in de Nederlandse gebieden rond de Waddenzee, zowel op de eilanden als op het vasteland.

## Afbeeldingen

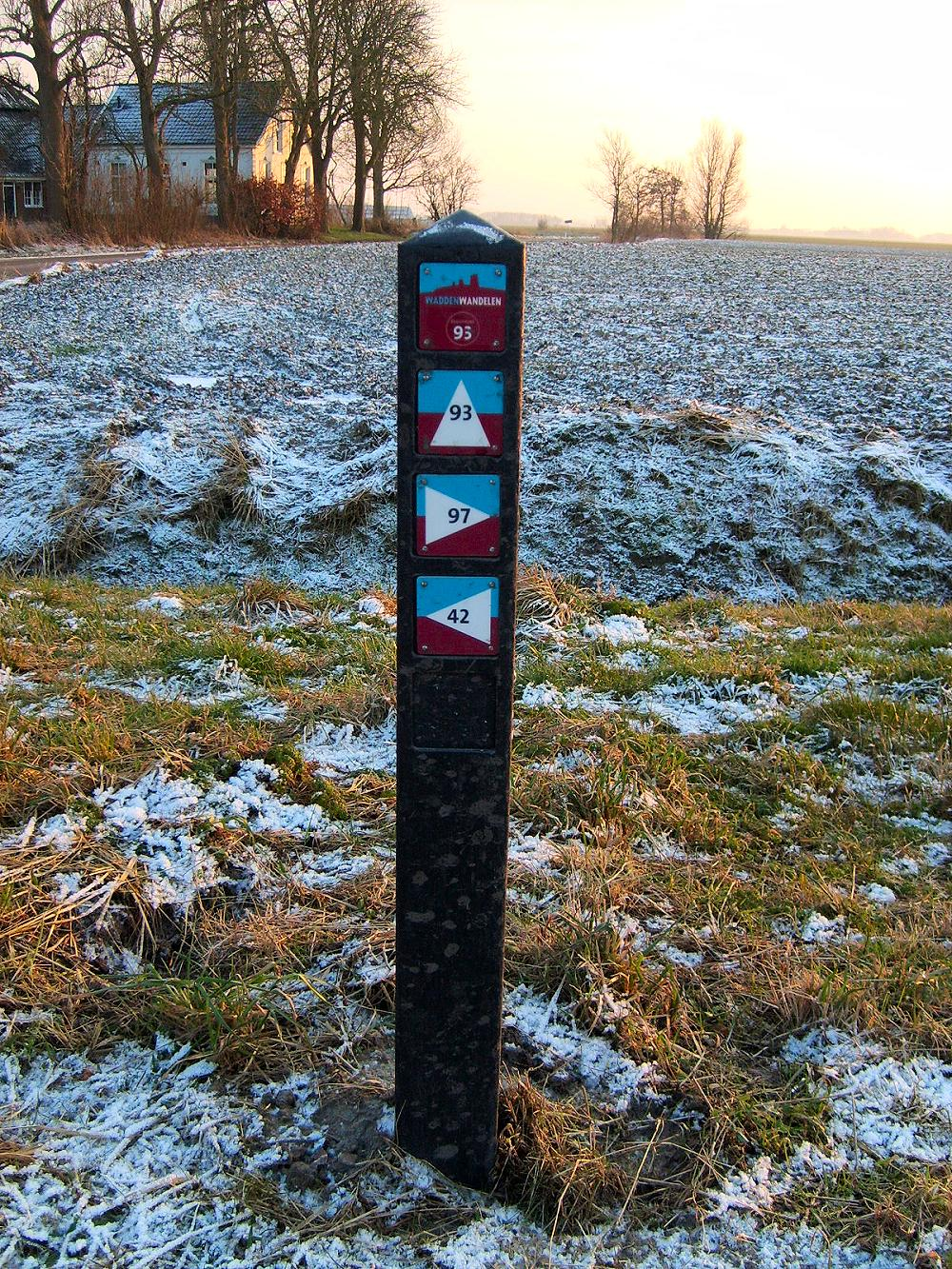
Een knooppuntpaal
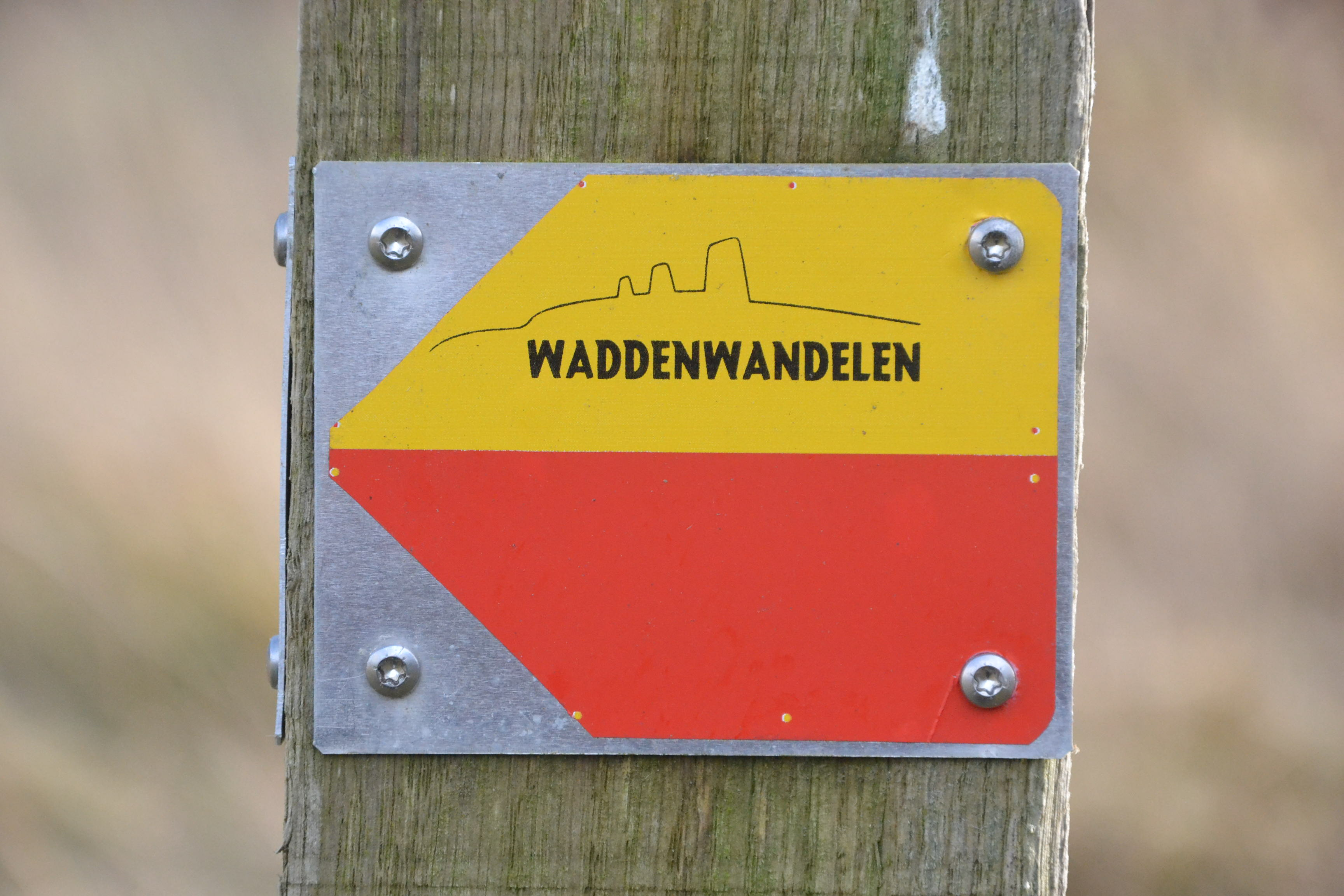
Route-aanduiding van Waddenwandelen